# Rui Paulo
Rui Paulo dos Santos Jorge da Fonseca é um actor e dobrador português que participa regularmente em séries e novelas portuguesas.
Em 2001, juntamente com António Feio, apresentou o programa televisivo Mulher Não Entra. Desde o início de 2006 até finais de 2008 o actor trabalhou em televisão na SIC.
Em 2007, participou em 16 episódios da Novela Vingança, onde interpretou o cozinheiro Óscar, na novela Chiquititas (13 episódios) e em (2008) Rebelde way.

## Trabalhos
- O Posto (1990) RTP
- O Cacilheiro do Amor (1990) RTP
- Nico D'Obra (1993) RTP
- Desencontros (1994) RTP
- Desculpem Qualquer Coisinha (1994) RTP
- A Mulher do Senhor Ministro (1995) RTP
- Tudo ao Molho e Fé em Deus (1995) RTP
- Polícias (6 episódios-1996)RTP
- Reformado e Mal Pago(1996-1997) RTP
- Senhores Doutores (1997) SIC
- As Aventuras do Camilo (1997) SIC
- Médico de Familia (1998-2000) SIC
- Crianças S.O.S (2000) TVI
- Querido Professor (2000-2001) SIC
- O Olhar de Serpente (2002)  SIC
- Morangos Com Açúcar (11 episódios-2004) TVI
- Maré Alta (5 episódios 2004/2005)  TVI
- Inspector Max (1 episódio-2005) TVI
- Tudo sobre...(participação especial-2005) RTP
- Os Serranos (2005-2006)   TVI
- Uma Aventura (1 episódio-2006) SIC
- Floribella(2006)   SIC
- Vingança (16 episódios-2007) SIC
- Chiquititas(13 episódios-2007) SIC
- Rebelde Way (2008) SIC
- Voo Directo (1 episódio - 2011) RTP
- Bem-Vindos a Beirais (2 episódios - 2014) RTP

## Dobragens
- Becas - Rua Sésamo[3]
- Mitch Gatefield - Mourinho e os Special Ones [4]